# Окава (Коті)

О́кава (яп. 大川村, おおかわむら, МФА: [oːkawa muɾa]?) — село в Японії, в повіті Тоса префектури Коті. Розташоване в північній частині префектури.  Площа становить 95,28 км². Станом на 1 липня 2012 року населення складало 392  осіб, густота населення — 4,11 осіб/км². Основою економіки є скотарство, вирощування чаю.  